# NGC 4047
NGC 4047 ist eine Spiralgalaxie vom Hubble-Typ Sb im Sternbild Großer Bär am Nordsternhimmel. Sie ist schätzungsweise 156 Millionen Lichtjahre von der Milchstraße entfernt und hat einen Durchmesser von etwa 70.000 Lichtjahren. Gemeinsam mit PGC 2322652 bildet sie ein optisches Galaxienpaar.
Das Objekt wurde am 9. Februar 1788 von dem Astronomen Wilhelm Herschel entdeckt.